# Шмідта (Україна)
Шмі́дта — село в Україні, у Кальміуській міській громаді Кальміуського району Донецької області. Населення становить 154 осіб.

## Загальні відомості
Відстань до райцентру становить близько 13 км і проходить переважно автошляхом Т 0509.
Землі села межують із територією с-ща. Петренки Амвросіївського району Донецької області.
Із 2014 р. внесено до переліку населених пунктів на Сході України, на яких тимчасово не діє українська влада.

## Населення
За даними перепису 2001 року населення села становило 154 особи, з них 32,47 % зазначили рідною мову українську та 67,53 % — російську.